# Christoph Friedrich aus dem Winckel
Christoph Friedrich aus dem Winckel (* 21. Juni 1735 in Wettin; † 13. April 1812 in Nenkersdorf bei Frohburg) war ein preußischer Kammerpräsident und Erb- und Gerichtsherr auf der Burg Wettin und in Nenkersdorf.

## Leben
Er stammte aus dem Adelsgeschlecht aus dem Winckel und war ein Vertreter der Linie Wettin. Sein Vater war der Kammerjunker Bodo Wilhelm aus dem Winckel und sein Großvater Otto Christoph aus dem Winckel auf Wettin. Christoph Friedrich trat in den Dienst des Königs von Preußen und stieg bis zum Kammerpräsidenten in der Stadt Magdeburg auf. 